# Marie Therese Way
Marie Therese Way (Terese, Wey), född 8 juni 1807, död 7 december 1866 i Uppsala, var en svensk porträttmålare.
Hon var dotter till ryttmästaren Gustaf Henrik Hästesko och Maria Helena Flitz och från 1827 gift med ritläraren och professorn Johan Way.